# Julius Koch (Schriftsteller)
Julius Koch (* 11. Juli 1870 in Bremen; † 9. November 1948 in Bremen) war ein deutscher Kaufmann und Schriftsteller.

## Biografie
Kochs Familie kam aus der Wesermarsch. Er besuchte das Gymnasium in Bremen. Aufgrund familiärer Umstände wurde er Kaufmann bei der Reederei und Baumwollfirma Bischoff & Co und 1894 Teilhaber der Firma. Von 1918 bis 1934 war er Vorsitzender vom Bremer Verein Baumwollbörse und 1941 bis 1942 Präsident der Bremer Baumwollbörse. Er war Mitglied im Präsidium der Deutschen Gruppe der Internationalen Handelskammer.
Von Jugend auf war sein Hobby die Literatur. Er schrieb Lyrik und mehrere Dramen, die im Bremer Stadttheater aufgeführt wurden, aber bald in Vergessenheit gerieten. Von 1903 bis 1912 war er Vorsitzender der Literarischen Gesellschaft und von 1912 bis 1936 Präsident des Kunstvereins in Bremen. 1928 unterstützte er den Bau des Konzerthauses Glocke auf der Domsheide in Bremen, neben dem Bremer Dom. Er förderte den Kunstverein, das Haus Seefahrt, das Focke-Museum in Schwachhausen-Riensberg und das Stadttheater in Bremen.

## Werke
- Trude. Eine Erzählung in Versen. Lattmann, Berlin u. a. 1906.
- Das Rätsel. Ein Spiel in fünf Aufzügen. Winter, Bremen 1908.